# 三和義勇
三和 義勇（みわ よしたけ、1899年（明治32年）4月26日 - 1944年（昭和19年）8月2日）は、日本の海軍軍人。海兵48期。最終階級は海軍少将。テニアン島で戦死。

## 生涯
1899年（明治32年）4月26日、岡山県に中学校長も勤めた教育者の息子として生まれる（本籍は岐阜県）。旧制北野中学を経て、1920年（大正9年）7月16日、海軍兵学校48期を171名中31番の席次で卒業、少尉候補生。
1921年（大正10年）6月、少尉任官。1923年（大正12年）6月、霞ヶ浦海軍航空隊に第9期航空術学生として入隊し、1924年（大正13年）5月に卒業。戦闘機搭乗員任命。1925年（大正14年）、霞ヶ浦海軍航空隊分隊長。この頃、山本五十六大佐が砲術から航空に転向して霞ヶ浦航空隊副長に着任、三和は副長付きとなり、航空機の操縦も教えた。三和は、後に駐米大使館附武官補佐官、連合艦隊作戦参謀としても山本を補佐したが、幼児に父を失っていた三和は山本に父親の如き感情を抱いていたという。後に三和は妻・咲子
と恋愛結婚をするが、「若い未亡人を作ってはならない」という山本の言葉で結婚を5年間延期している。1926年（大正15年）、斎藤正久とともに山本に推薦され空母「鳳翔」分隊長となる。技量が普通の者でも空母に着艦できなければならないという山本の考えで、搭乗員として技量が並である二人が選ばれた。1927年（昭和2年）、駐米大使館附武官補佐官。1931年（昭和6年）12月1日海軍大学校甲種31期入校し、1933年（昭和8年）5月20日、次席で卒業。空母「赤城」飛行隊長となる。
1934年（昭和9年）、横須賀海軍航空隊戦術教官。三和はこの頃流行した戦闘機無用論に最も影響を与えた人物であった。三和は横須賀航空隊高等科学生に対し「戦闘機が攻撃機をその攻撃実施前に有効に阻止できないことは演習などでしばしば実証されているから、搭載機数に限りがある母艦には戦闘機の代わりに艦爆や艦攻を多く積んで攻撃力を増すべし」と力説した。分隊長・柴田武雄は、攻撃機、爆撃機を進出させるために援護機など戦闘機による防御は必要と反対したが、三和は「海軍は伝統的に攻撃精神であり、一機でも攻撃機、爆撃機を増やすべきである。君は戦闘機を過大評価している。それでも日本人か」と反論した。1937年（昭和12年）、軍令部作戦課部員。三和は着任すると戦闘機搭乗員縮小計画を推進した。この要求に対して軍令部からも航空本部からも異議は出なかった。1939年（昭和14年）、海軍省軍務局一課B局員。
1941年（昭和16年）10月、大佐に進級し、霞ヶ浦航空隊副長。11月、連合艦隊作戦参謀。連合艦隊司令長官・山本五十六が三和を作戦参謀として求めたためである。しかし、先任参謀・黒島亀人は三和を牽制する動きを見せていた。12月8日、太平洋戦争開始。開戦時のマレー沖海戦において、山本と敵戦艦を撃沈できるかどうかで、ビールを賭けていた。第一段作戦終了後、三和は第四艦隊を航空艦隊へ改組する案を纏めたが、黒島の反対に遭い実現していない。三和は日記に「潤滑油の働きをせねばならない」と記している。千早正隆はより航空戦略が重視されるべき以降の作戦において、航空出身の逸材であった三和の能力が活かされなかったと指摘している。
MI作戦は、三和の出張中に黒島らが大要を決定、それを三和がまとめて提出したものである。連合艦隊のミッドウェー攻略案に対し、軍令部は米豪遮断を目的とするフィジー方面の攻略を主張した。連合艦隊が軍令部に歩み寄って、ニューカレドニア、フィジーは攻略確保、遠方のサモアは攻略破壊後に引き上げることを認めた。軍令部はこれにアリューシャン西部要地攻略を同時に行う案を加えた。三和は「フィジー方面の作戦に関し、軍令部側相当異論あるが如し。何れも妄論に近し。特に同方面に依り、米豪交通を遮断し得と考へるは、子供の議論なり」と日記に残している。しかして、1942年（昭和17年）6月のミッドウェー海戦は大敗に終わる。
同年12月、南東方面艦隊参謀兼第十一航空艦隊参謀。1943年（昭和18年）3月、八十一号作戦が実施されたが、連合軍の大規模な空襲を受けて日本の輸送船団が壊滅する。三和は3月4日の日誌に「余は敵のこの種の攻撃を予想せざりき、余の失敗なり、予想したりとせば如何、八十一号作戦は成り立たず」と残している。4月、山本五十六の戦死に伴い、病を得て現地で療養していた三和は、出仕として日本へ戻り、山本の国葬において国葬掛（係）を務めた。
7月、第一航空艦隊参謀長就任。司令長官は角田覚治中将。米海軍との決戦部隊として大きな期待がかけられ大本営直轄として搭乗員の育成を行った。
1944年（昭和19年）2月、マリアナ諸島に進出後、第一航空艦隊は作戦前に戦力を消耗し、6月のマリアナ沖海戦で惨敗し、マリアナは連日空襲を受けることになる。7月、救出を待っていた三和はテニアン島で連合国軍の上陸を迎え、他の第一航空艦隊幕僚とともに自決したと推測されている。
なお、三和の日記の一部は防衛省防衛研究所に保存されているが、昭和19年分は三和の妻から借り出した同期生・小野田捨二郎大佐が紛失している。小野田は引越しの際に紛失したとしているが、三和の長女はなんらかの理由により捨てられてしまったのだろうと述べている。